# Кистон (Флорида)
Кистон (англ. Keystone) — статистически обособленная местность, расположенная в округе Хилсборо (штат Флорида, США) с населением в 14 627 человек по статистическим данным переписи 2000 года.

## География
По данным Бюро переписи населения США статистически обособленная местность Кистон имеет общую площадь в 101,79 квадратных километров, из которых 93,5 кв. километров занимает земля и 8,29 кв. километров — вода. Площадь водных ресурсов округа составляет 8,14 % от всей его площади.
Статистически обособленная местность Кистон расположена на высоте 12 м над уровнем моря.

## Демография
По данным переписи населения 2000 года в Кистонe проживало 14 627 человек, 4380 семей, насчитывалось 5160 домашних хозяйств и 5709 жилых домов. Средняя плотность населения составляла около 143,7 человек на один квадратный километр. Расовый состав населённого пункта распределился следующим образом: 91,30 % белых, 3,50 % — чёрных или афроамериканцев, 0,34 % — коренных американцев, 2,45 % — азиатов, 0,05 % — выходцев с тихоокеанских островов, 1,42 % — представителей смешанных рас, 0,94 % — других народностей. Испаноговорящие составили 8,48 % от всех жителей статистически обособленной местности.
Из 5160 домашних хозяйств в 41,7 % воспитывали детей в возрасте до 18 лет, 78,2 % представляли собой совместно проживающие супружеские пары, в 4,7 % семей женщины проживали без мужей, 15,1 % не имели семей. 11,1 % от общего числа семей на момент переписи жили самостоятельно, при этом 3,0 % составили одинокие пожилые люди в возрасте 65 лет и старше. Средний размер домашнего хозяйства составил 2,83 человек, а средний размер семьи — 3,08 человек.
Население статистически обособленной местности по возрастному диапазону по данным переписи 2000 года распределилось следующим образом: 27,2 % — жители младше 18 лет, 4,8 % — между 18 и 24 годами, 33,3 % — от 25 до 44 лет, 27,1 % — от 45 до 64 лет и 7,7 % — в возрасте 65 лет и старше. Средний возраст жителей составил 38 лет. На каждые 100 женщин в Кистонe приходилось 100,4 мужчин, при этом на каждые сто женщин 18 лет и старше приходилось 97,9 мужчин также старше 18 лет.
Средний доход на одно домашнее хозяйство статистически обособленной местности составил 80 677 долларов США, а средний доход на одну семью — 84 592 доллара. При этом мужчины имели средний доход в 55 905 долларов США в год против 37 190 долларов среднегодового дохода у женщин. Доход на душу населения статистически обособленной местности составил 80 677 долларов в год. 1,4 % от всего числа семей в населённом пункте и 2,4 % от всей численности населения находилось на момент переписи населения за чертой бедности, при этом 2,7 % из них были моложе 18 лет и 5,4 % — в возрасте 65 лет и старше.